# Afribone
Afribone est un fournisseur d'accès à Internet malien, créé en 1999.

## Histoire
Afribone PE2 est créé en 1999 par l'ingénieur alsacien Éric Stevance. La société est alors basée à Bamako et à Montréal. L'unique connexion internet du pays se fait alors via un satellite offert par les États-Unis en 1997. Dès son lancement, la société se diversifie dans les formations, l'hébergement de sites internet, et lance son propre site d'actualités,.
En 2008, la fibre optique arrive au Mali, accélérant le nombre d'inscrits aux services d'Afribone. La même année, Afribone se lance dans production audiovisuelle avec la mini-fiction Karim et Doussou, dont la première saison est diffusée sur TV5 Monde dès 2011. En 2016, Afribone lance la série Bamako, la ville aux trois caïmans, une série de 29 épisodes de 26 minutes coproduite par TV5 Monde Afrique,.
En 2019, Afribone se lance dans l'installation/gestion de centres de données, et sort le long-métrage Balkissa, les démons de minuit.

## Controverses
En 2016, Éric Stevance est mentionné dans l'affaire des Panama Papers, et il apparaît qu'Afribone est réellement basée dans les îles des Seychelles,.